# Cục Thống kê Dân số Hoa Kỳ
Cơ quan Thống kê Dân số Hoa Kỳ là một cơ quan Bộ Thương mại Hoa Kỳ với chức năng được định rõ trong Hiến pháp là phải thống kê dân số ít nhất là một lần mỗi thập niên. Việc thống kê dân số đó được sử dụng để xác định số ghế trong Hạ Nghị Viện của các tiểu bang. Cơ quan này cũng nguồn số liệu hàng đầu về dân chúng và nền kinh tế Hoa Kỳ.
Cơ quan Thống kê Dân số được lập điều lệ vào Chương 13 của Luật Hoa Kỳ.